# Mantoididae
Mantoididae je čeleď kudlankek zahrnující 13 žijících druhů, které se vyskytují v neotropické oblasti Severní a Jižní Ameriky, od Floridy až po sever Argentiny. V rámci kudlanek se jedná o jednu z vývojově nejprimitivnějších a nejstarších žijících čeledí – od vývojové linie kudlanek se oddělily asi před 134 miliony let v období křídy.
Jedná se o drobné kudlanky s krátkými loupeživými končetinami a dlouhými tykadly. Zástupci rodu Vespamantoida svým vzhledem a pohyby napodobují vosy z čeledi lumkovitých nebo hrabalkovitých. Ačkoli některé druhy kudlanek mimetizují mravence, napodobování vos je mezi kudlankami zřejmě ojedinělý jev.
Na rozdíl od většiny jiných kudlanek, které nehybně číhají na kořist, jsou zástupci této čeledi aktivními lovci, kteří svou kořist pronásledují.

## Taxonomie
Čeleď Mantoididae obsahuje 13 žijících a 2 vyhynulé druhy, celkem ve 4 rodech. Vzhledem k malé pozornosti věnované této čeledi je však pravděpodobné, že v budoucnu mohou být objeveny další druhy.

### Rody
- Mantoida – 11 druhů, z toho 1 vyhynulý
- Paramantoida – 1 druh
- Vespamantoida – 2 druhy
- † Pseudomantoida[5] – 1 druh (vyhynulý)